# Breitscheidplatz

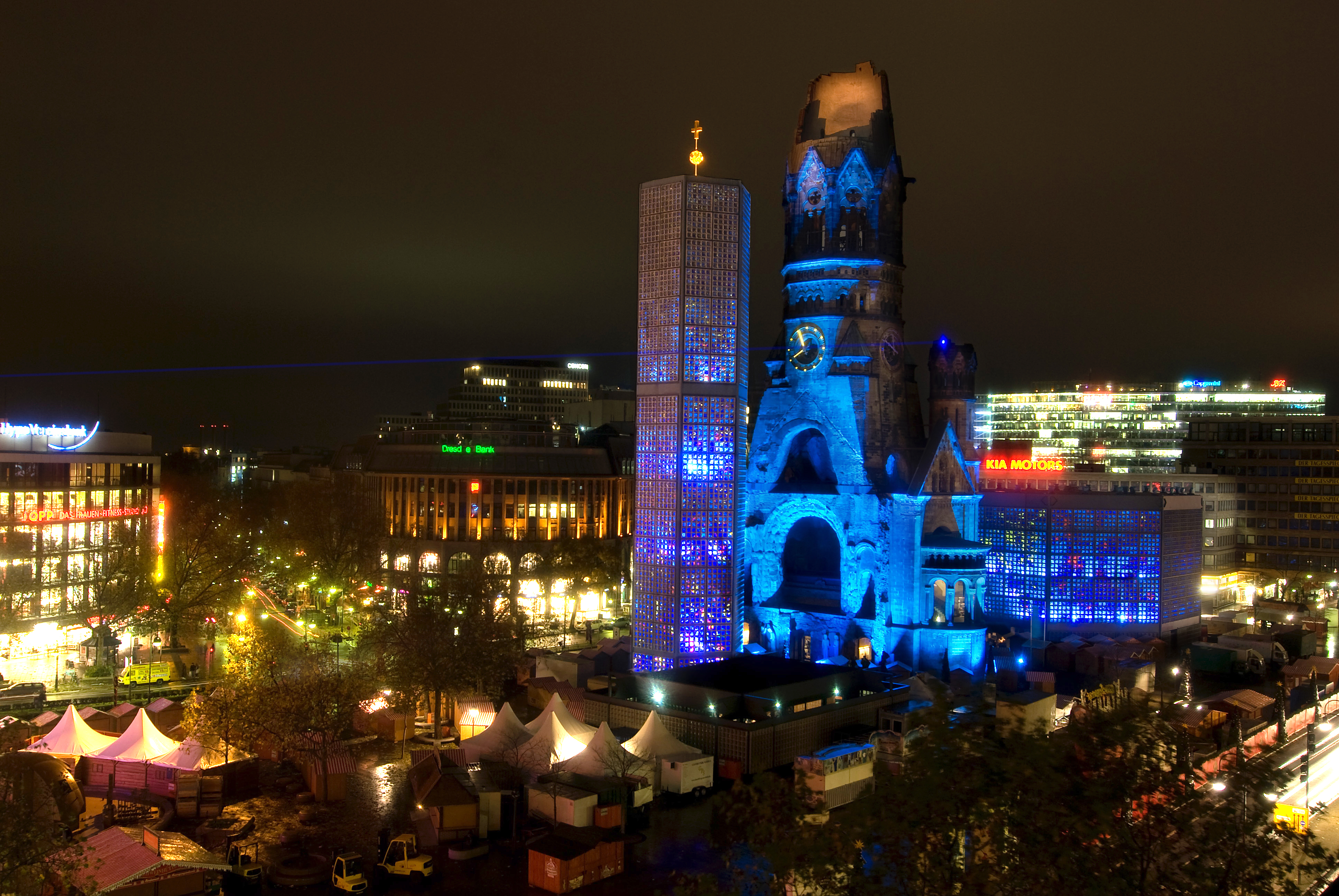
Breitscheidplatz en 2008

Breitscheidplatz es una plaza pública principal en la ciudad de Berlín, Alemania. Junto con la avenida Kurfürstendamm, marca el centro del antiguo Berlín Occidental.
Tras la Primera Guerra Mundial, la plaza fue punto de encuentro para los bohemios. En 1928, la plaza albergaba un conjunto de cines, teatros y otros establecimientos comerciales, y algunos empresarios habían buscado convertirla en la Broadway de Berlín.
En la tarde del 19 de diciembre de 2016, la plaza, que albergaba un mercado navideño, fue el escenario de un atentado reclamado por el Estado Islámico en el que un terrorista realizó un atropello masivo con un camión matando a 12 personas e hiriendo a otras 49.